# Oslabia (1898)
Oslabia (ros. Ослябя) – rosyjski pancernik generacji przeddrednotów z początku XX wieku, jeden z trzech okrętów typu Pierieswiet. Brał udział w wojnie rosyjsko-japońskiej 1904–1905, w czasie której został zatopiony w bitwie pod Cuszimą. Nosił jako kolejny okręt imię półlegendarnego XIV-wiecznego mnicha-wojownika Oslabii, świętego prawosławnego, uczestnika bitwy na Kulikowym Polu, towarzysza (lub brata) Pierieswieta.

## Budowa
„Oslabia” był jednym z trzech pancerników typu Pierieswiet, które miały być w założeniu okrętami słabiej opancerzonymi i uzbrojonymi, lecz za to dysponującymi większym zasięgiem i szybszymi od zwykłych pancerników. Na skutek długiego projektowania i budowy, ich szybkość nie przewyższała jednak już nowo budowanych pancerników, od których pozostawały słabsze, zwłaszcza pod względem opancerzenia. „Oslabię” zamówiono wraz z „Pierieswietem” w ramach programu rozbudowy floty z 1895 roku i stępki pod budowę obu położono oficjalnie uroczyście 9 listopada 1895 roku (22 listopada nowego stylu). Budowę faktycznie rozpoczęto już 14 października 1895 roku, a nazwę nadano mu i wciągnięto na listę floty 3 października 1895 roku. „Oslabia” jako jedyny okręt typu budowany był w stoczni państwowej – Nowej Stoczni Admiralicji (Nowoje Admirałtiejstwo) w Petersburgu i dlatego miał być głównym okrętem typu, lecz na skutek szybszego ukończenia „Pierieswieta”, typ ten był określany jako Pierieswiet. Nadzorujacym budowę inżynierem był A. Mustafin, następnie A. Leontjew. Kadłub, budowany na dużej kamiennej pochylni stoczni, zwodowano 27 października (9 listopada) 1898 roku. Na skutek dużych opóźnień budowy, a zwłaszcza wyposażania, spowodowanych problemami z licznymi poddostawcami i złą organizacją prac w państwowej stoczni, „Oslabię” ukończono jako ostatni okręt typu, po „Pierieswiecie”, a nawet rozpoczętej później „Pobiedzie”; był on przy tym najdroższy (11,34 mln rubli). W lipcu 1900 roku zdecydowano zamontować na „Pobiedzie” maszt rufowy z „Oslabii” i wykonać nowy lżejszy maszt, bez marsu bojowego. Okręt przeszedł następnie w tym roku po zamontowaniu maszyn do bazy w Kronsztadzie w celu wyposażenia, lecz roboty się ponownie przeciągały i próby morskie rozpoczęto dopiero 5 września 1902 roku. 11–12 października 1902 roku przeprowadzono próby artylerii, po czym okręt wszedł do służby, aczkolwiek część prac i próby wyrzutni torped przeciągnęły się do lata 1903 roku i „Oslabia” odebrany został oficjalnie 15 czerwca 1903 roku.
Maszyny dla „Oslabii” wykonywały Zakłady Bałtyckie (Bałtijskij Zawod), podobnie jak dla pozostałych pancerników. Jakość wykonania robót stoczniowych na „Oslabii” była najgorsza ze wszystkich trzech pancerników, co przejawiało się w największym konstrukcyjnym przeciążeniu, sięgającym aż 1734 t – 13,6% wyporności. Przez to, burtowy pas pancerny znajdował się w większej części pod wodą, co zmniejszało skuteczność i tak mało rozległego opancerzenia. Zewnętrznie okręt różnił się od „Pierieswieta” przede wszystkim brakiem bojowego marsu na drugim maszcie. Nie miał też rufowego pancernego stanowiska dowodzenia.

## Skrócony opis
Szczegóły w artykule pancerniki typu Pierieswiet
Okręty typu Pierieswiet były nietypowymi pancernikami, skonstruowanymi według specyficznych założeń, słabiej opancerzonymi i uzbrojonymi, mimo dużych rozmiarów kadłuba jak na pancerniki tego okresu. Długość kadłuba wynosiła 132,4 m, szerokość 21,8 m, a wyporność projektowa 12 674 tony. Pełna wyporność w przypadku głównego okrętu „Pierieswiet” wynosiła 14 789,5 t. Spośród ówczesnych pancerników generacji przeddrednotów okręty wyróżniały się dużą powierzchnią wysokich burt, zwłaszcza w części dziobowej, podniesionej o jeden pokład wyżej, co dawało im bardzo dobre własności morskie.

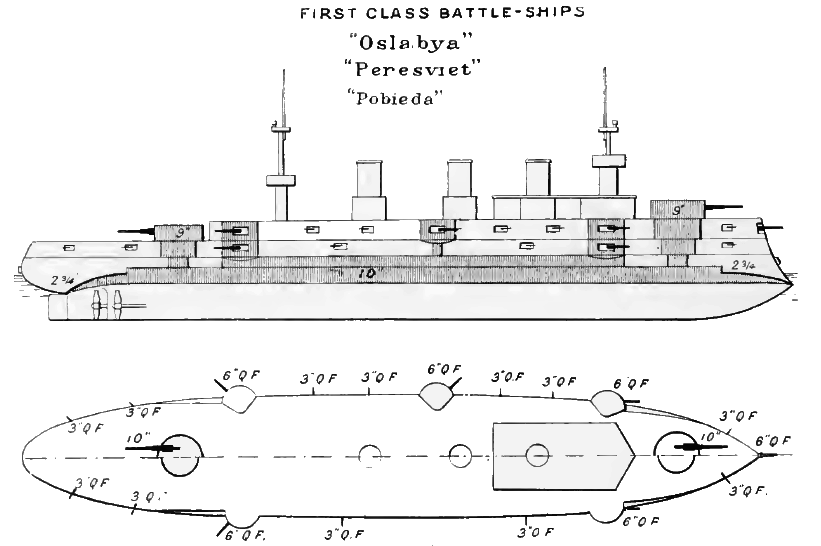
Schemat opancerzenia

Opancerzenie okrętów było stosunkowo słabe i mało rozległe. Wąski pas pancerny na większości długości linii wodnej, wykonany ze stali Harveya, miał maksymalną grubość na śródokręciu 229 mm, a w rejonie wież – 178 mm. Nad jego środkową częścią był górny pas pancerny grubości 102 mm. Powyżej burty były nieopancerzone, z wyjątkiem pięciu kazamat dział kalibru 152 mm na każdej burcie, osłoniętych pancerzem 127 mm. Osłonę poziomą stanowił wewnętrzny pokład pancerny grubości 51 mm, opadający po bokach skosami do burt. Wieże dział miały pancerz pionowy grubości 229 mm, a stanowisko dowodzenia – 152 mm. „Pierieswiet” i „Oslabia” miały w celu pełnienia służby na Dalekim Wschodzie dno obite na zewnątrz drewnem i blachą miedzianą.
Uzbrojenie główne stanowiły cztery działa kalibru 254 mm w dwóch wieżach dwudziałowych na dziobie i rufie. Wieże „Oslabii” były wykonane przez Zakłady Putiłowskie. Działa „Oslabii” mogły teoretycznie strzelać na największą odległość z pancerników tego typu – 21,5 km (116 kabli), w porównaniu z 16–17 km u pozostałych. Artyleria średnia obejmowała 11 dział kalibru 152 mm L/45, z czego 10 było umieszczonych w opancerzonych kazamatach (dwie dwupiętrowe i jedna jednopiętrowa na każdej burcie), a jedenaste było umieszczone w kadłubie nad stewą dziobową, jako pościgowe. Uzbrojenie uzupełniało 20 pojedynczych dział 75 mm L/45 (16 w stanowiskach burtowych na śródokręciu i 4 na najwyższym pokładzie, nad skrajnymi kazamatami, z tego połowa na każdej z burt) i 20 dział 47 mm (na „Oslabii”: cztery w stanowiskach burtowych na dziobie i dwa na rufie, sześćy na najwyższym pokładzie, po dwa na mostku dziobowym i rufowym i cztery na marsie masztu dziobowego). Dodatkowo okręty miały do 10 dział 37 mm, z których sześć można było ustawić na kutrach i szalupach, lecz ich liczba mogła być mniejsza. Dla oddziałów desantowych przewożono dwie armaty 64 mm systemu Baranowskiego i dwa karabiny maszynowe. Okręty typu Pierieswiet miały pięć wyrzutni torpedowych kalibru 381 mm, w tym jedna stała dziobowa i cztery burtowe. Przenosiły ponadto w magazynie 50  min morskich i były wyposażone w dwa kutry parowe z wyrzutnią torped i dwa kutry z miotaczami min i minami wytykowymi.
Napęd pancerników tworzyły trzy pionowe 3-cylindrowe maszyny parowe potrójnego rozprężania o łącznej mocy projektowej 14 500 KM (indykowanych), które napędzały trzy śruby napędowe. Na próbach „Oslabia” osiągnął łączną moc maszyn 15 051 KM (4890, 5429 i 4732 KM) i maksymalną prędkość średnią 18,33 węzła. Parę dostarczało 30 kotłów parowych wodnorurkowych Belleville. Zapas paliwa (węgla) wynosił 1046 t, a maksymalnie 2058 t. Zasięg projektowy przy prędkości 10 węzłów wynosił 5610 mil morskich. Pancernik zużywał dobowo 114 t węgla przy prędkości 12 węzłów.
Załoga „Oslabii” etatowo liczyła 778 osób (w tym 28 oficerów), a faktycznie 846 (w tym 18 oficerów).

## Służba
W nawiasach daty nowego porządku.

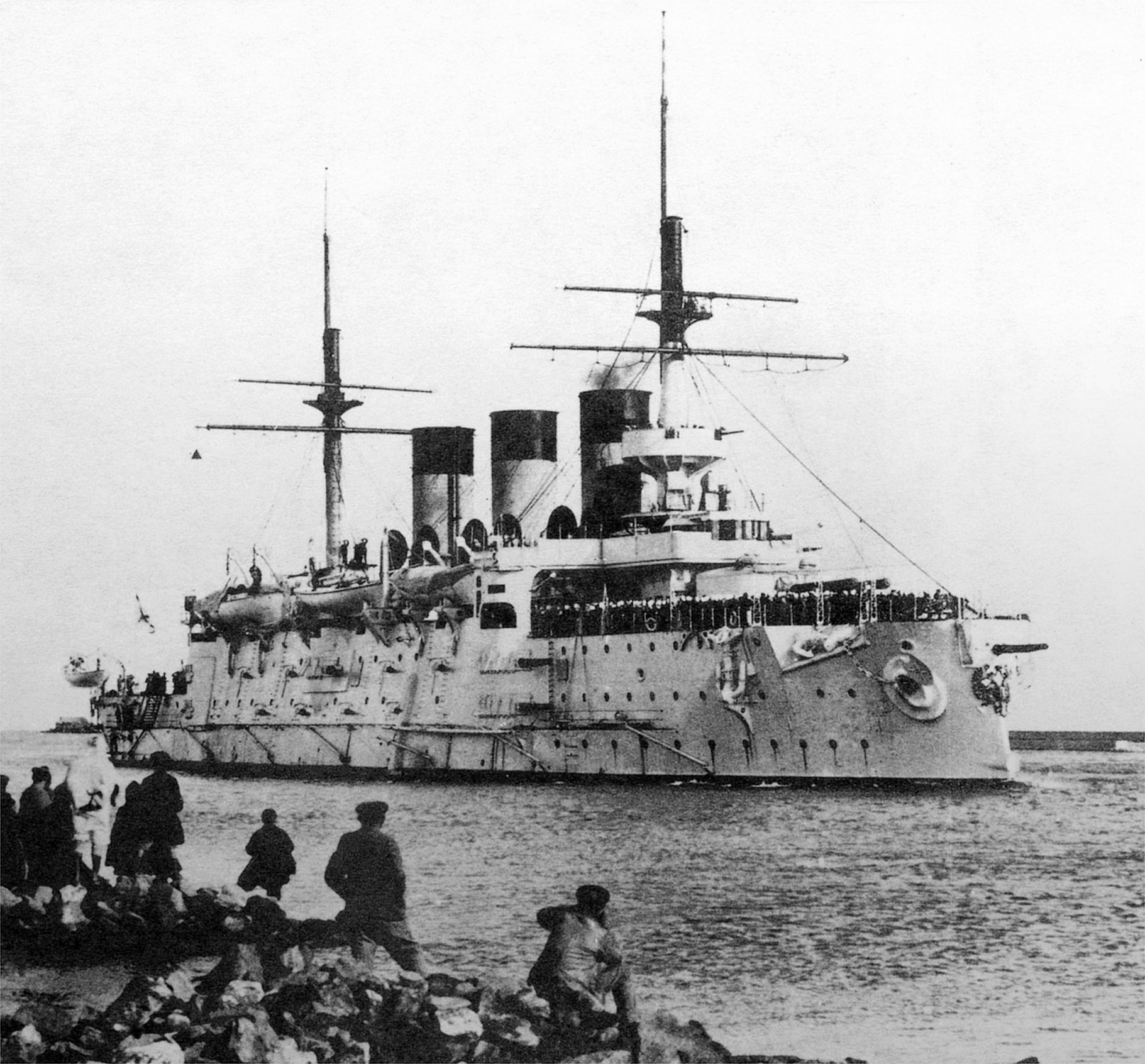
„Oslabia” w Bizercie, grudzień 1903 r., w białym pokojowym malowaniu

Po oficjalnym wejściu do służby, „Oslabia” 25 lipca (7 sierpnia) 1903 roku wypłynął z Kronsztadu na Daleki Wschód, wraz z krążownikiem „Bajan”, z przeznaczeniem dla Eskadry Pacyfiku bazującej w Port Artur, gdzie znajdowały się już „Pierieswiet” i „Pobieda”. Po drodze jednak, na skutek uszkodzenia dna na skałach 9 (22) sierpnia w Cieśninie Gibraltarskiej, musiał być 12 października dokowany w Spezii, na około dwa miesiące. Po remoncie, zamiast szybkiego skierowania na Daleki Wschód, pancernik został włączony do powolnego zespołu kontradmirała Andersa Wireniusa zmierzającego do Port Artur, obejmującego mniej wartościowe okręty. W tym celu „Oslabia” najpierw udał się do Bizerty, aby konwojować i w razie potrzeby holować stamtąd małe torpedowce Nr 212 i Nr 213. Wyszedł stamtąd 27 grudnia, lecz torpedowce opóźniały dalszy marsz pancernika, który dotarł do Port Saidu 1/14 stycznia 1904 roku. Napotkał tam nowo zakupiony przez Japonię i jeszcze niegotowy do działań krążownik pancerny „Nisshin”, a drugi „Kasuga” był wówczas w drodze do Suezu, gdzie dotarł już rosyjski krążownik „Dmitrij Donskoj”. Główny Sztab Marynarki, kierowany przez Zinowija Rożestwienskiego, nie wydał jednak Wireniusowi żadnych rozkazów śledzenia japońskich okrętów, mimo zaostrzającej się sytuacji z Japonią, a nadto zabraniał mu pozostawić opóźniające marsz torpedowce 25 stycznia carski namiestnik w Port Arturze Aleksjejew zażądał szybkiego przysłania samego „Oslabii”, lecz telegram nie zastał już zespołu w Suezie. O wybuchu wojny japońsko-rosyjskiej (26 stycznia?/8 lutego 1904) zespół dowiedział się dopiero 31 stycznia w Dżibuti, po czym otrzymał 2 lutego rozkaz powrotu na Bałtyk i wypłynął w drogę powrotną, mimo protestów nowego dowodzącego Eskadrą Pacyfiku admirała Makarowa. Zespół na Morzu Śródziemnym się rozdzielił i „Oslabia” dopłynął do Libawy 5 kwietnia 1904 roku. Ocenia się, że Rosja tym samym zmarnowała szansę prowadzenia wojny krążowniczej przeciw żegludze japońskiej, która odciągnęłaby znaczne siły japońskie spod Port Artura, tym bardziej, że pancerniki typu Pierieswiet były projektowane właśnie z myślą o prowadzeniu działań rajderskich.
Pancernik następnie wszedł w skład II Eskadry Oceanu Spokojnego wiceadm. Rożestwienskiego, mającej udać się na odsiecz I Eskadrze w Port Artur. „Oslabia” został flagowym okrętem kontradmirała D. Felkerzama dowodzącego 2. Dywizjonem pancerników, w skład którego wchodziły starsze i słabsze pancerniki. 2 października 1904 roku II Eskadra wypłynęła z Lipawy. „Oslabia” wraz z głównymi siłami popłynął wokół Afryki (zespół kadm. Felkerzama popłynął przez Morze Śródziemne). 10 (23) maja 1905 roku, przed osiągnięciem Cieśniny Koreańskiej, na pokładzie „Oslabii” zmarł chory kadm. Felkerzam (co ukryto przed ogółem załóg), a dowodzenie 2. Dywizjonem objął dowódca okrętu komandor Władimir Ber.

### Bitwa pod Cuszimą

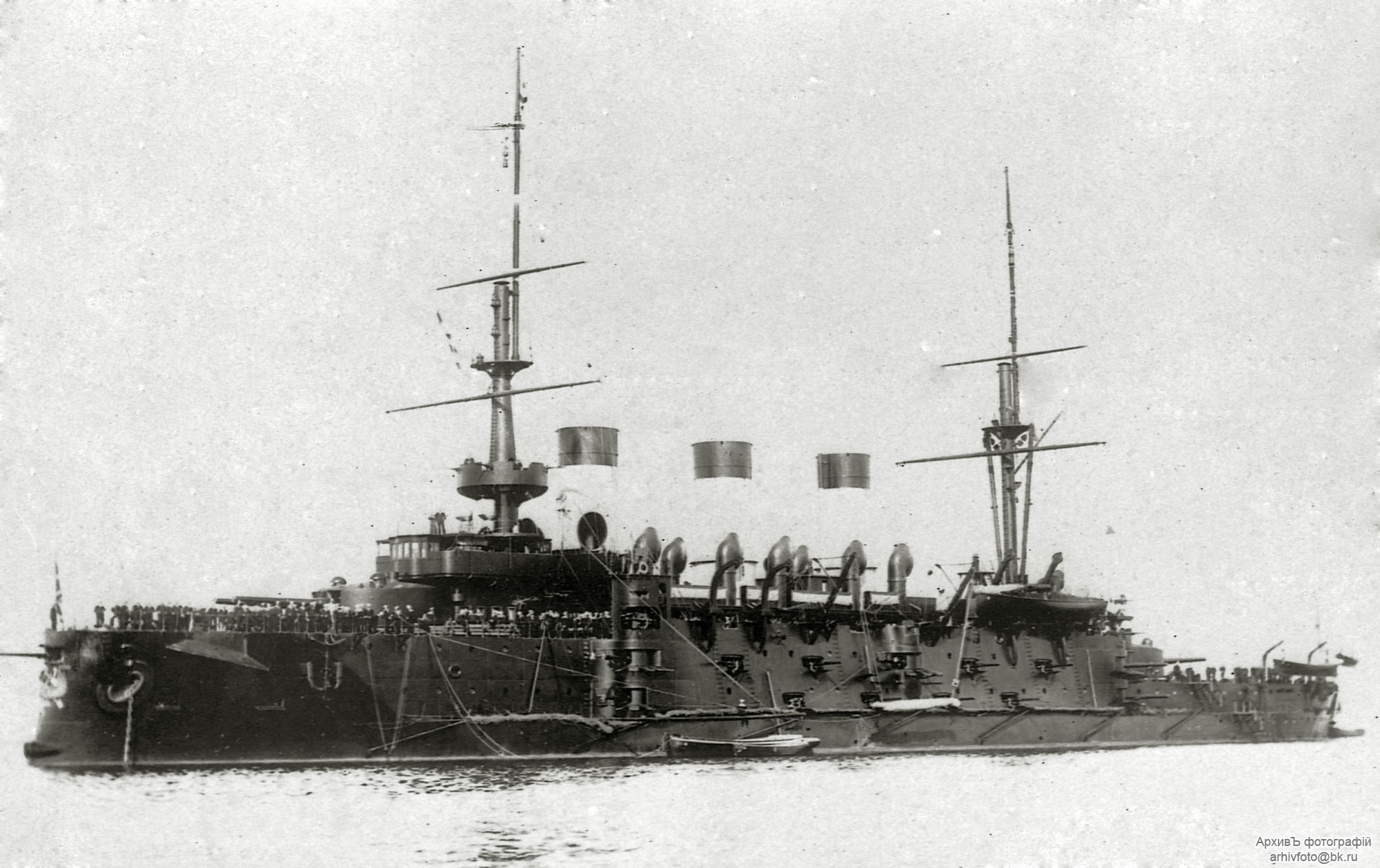
„Oslabia” wypływający na Daleki Wschód w 1904 r., w malowaniu czarnym z żółtymi kominami

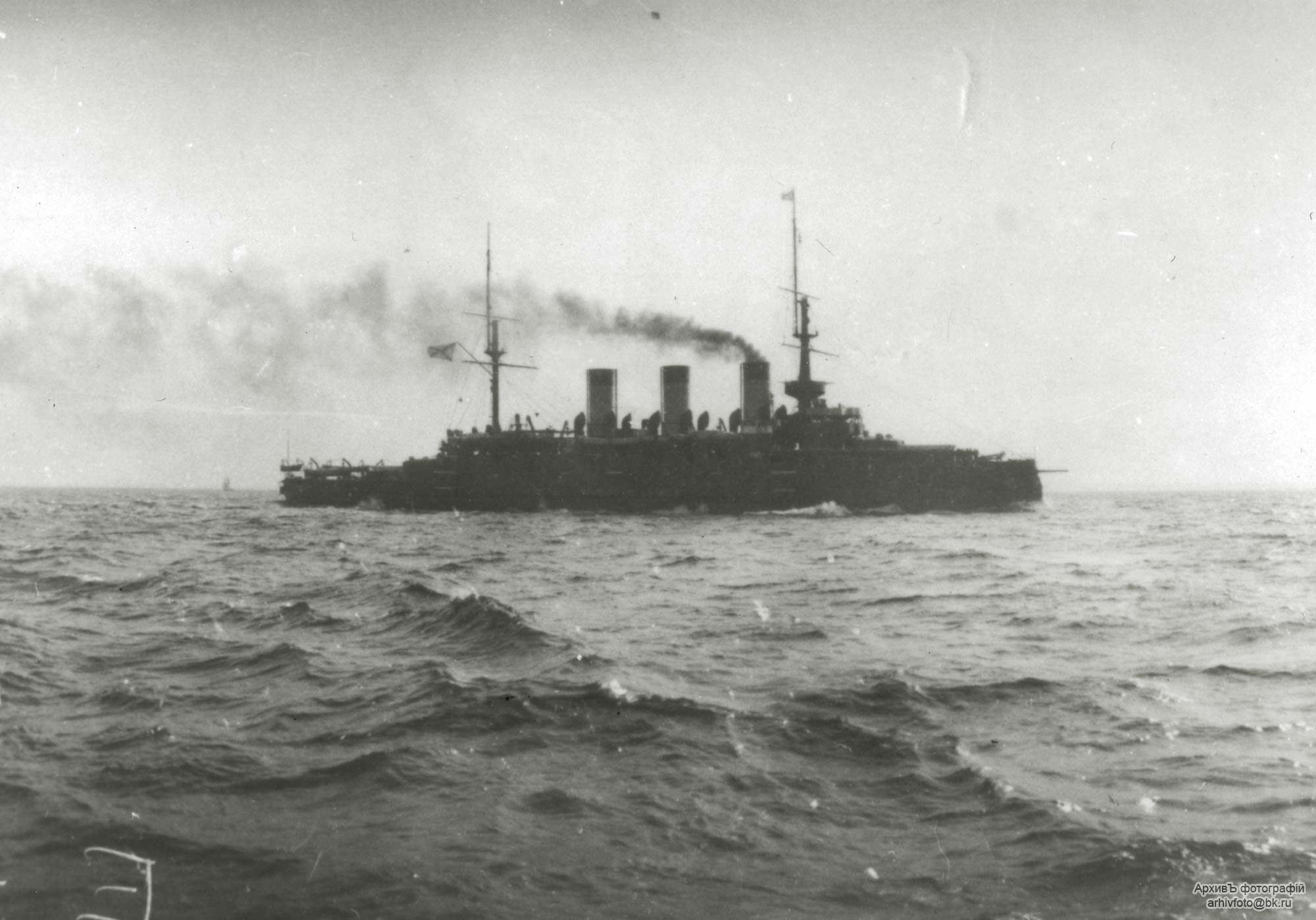
„Oslabia” w morzu, w składzie II Eskadry, 1905 r.

14 (27) maja 1905 roku doszło do bitwy pod Cuszimą. Na przegraną otwierającą fazę bitwy wpływ miało chaotyczne i mało zrozumiałe manewrowanie zespołami okrętów przez wiceadm. Rożestwienskiego. Wykonując rozkazy głównodowodzącego, niedługo przed godz. 13:49 „Oslabia”, będący czołowym okrętem w lewej kolumnie, musiał zastopować w celu przepuszczenia przed siebie prawej kolumny pancerników i unieruchomiony okręt został wówczas trafiony kilkoma pociskami, stając się jednym z dwóch pierwszych celów japońskich (obok flagowego „Kniazia Suworowa”). Według jednak niektórych autorów, zastopowanie okrętu, o ile w ogóle miało miejsce, nie wiązało się bezpośrednio z jego ostrzeliwaniem, które rozpoczęło się kilka minut później (o 13:54). Japońskie opisy potwierdzały jednak, że pancernik, który zastopował i wyszedł z szyku, był dogodnym celem. „Oslabia” później ruszył ponownie do przodu, wchodząc na piąte miejsce w linii bojowej, i sam o 13:49 otworzył ogień. Według japońskich raportów, ostrzeliwany był od 13:54 przez pancernik „Fuji” i krążownik pancerny „Kasuga”, a po trzech minutach do ostrzału dołączył pancernik „Shikishima” i krążowniki pancerne: „Nisshin”, „Izumo”, „Azuma”, „Tokiwa” i „Yakumo”, pod koniec jeszcze także „Iwate”. O 13:58 pancernik otrzymał trafienie pociskiem 305 mm, prawdopodobnie „Shikishimy”, które rozerwało nieopancerzoną lewą burtę na dziobie tuż nad linią wodną, co spowodowało zalewanie przedziałów dziobowych, w konsekwencji przegłębienie na dziób i lekki przechył. Po dalszych trafieniach, z akcji została wyłączona dziobowa wieża artylerii głównej i część dział 152 mm. „Oslabia” jednak kontynuował przez dalsze 20 minut walkę i ostrzał z dział rufowych, będąc cały czas ostrzeliwany i ogarnięty pożarami na śródokręciu.
Między 14:15 a 14:20 trzy ciężkie pociski kalibru 305 mm uderzyły w lewą burtę „Oslabii” w rejonie linii wodnej, blisko siebie, powodując zerwanie płyt pancernych i powstanie wyrwy, przez którą wpływała woda. Między 14:20 a 14:32 czasu lokalnego (według różnych relacji) pancernik wyszedł z szyku na prawo, z przechyłem 12° na lewą burtę i przegłębieniem na dziób. W miarę zalewania dalszych pomieszczeń, także przez kazamaty lewej burty, ok. 14:40 przewrócił się na lewą burtę i zatonął, jako pierwszy okręt w tej bitwie. Zginęło przynajmniej 505 osób załogi, w tym 23 oficerów i chorążych, wraz z rannym dowódcą W. Berem, który odmówił opuszczenia okrętu. 
Niszczyciele rosyjskie uratowały 405 osób z załogi okrętu, w tym dwóch oficerów sztabu („Bujnyj” podjął 204 osoby, „Brawyj” – 183, „Bystryj” – 10 i „Blestiaszczij” – 8). Podczas ostrzeliwania rosyjskich okrętów, na „Brawym” jednak zginęło pięciu rozbitków oraz czterech członków własnej załogi. Również na „Blestiaszczim” podczas akcji ratunkowej zginął jeden członek jego załogi i raniono 10. „Bujnyj” następnego dnia z powodu uszkodzeń przekazał rozbitków na krążownik „Dmitrij Donskoj”, lecz 22 z nich następnie zginęło na tym okręcie. Jedynie rozbitkowie na  „Brawym” dotarli do Władywostoku. Wśród uratowanych było siedmiu oficerów i dwóch oficerów sztabu. Pancernik zatonął na pozycji 34°20′N 129°59′E/34,333333 129,983333.
Szacuje się, że w „Oslabię” trafiło 9–10 pocisków dużego kalibru (254–305 mm), około 20 kalibru 203 mm i 25 kalibru 152 mm, w większości pochodzących z krążowników pancernych. Wbrew jednak opiniom spotykanym w publikacjach, japońskie krążowniki pancerne, chociaż przyczyniły się do obezwładnienia okrętu, nie odegrały decydującej roli w jego zatopieniu, którą należy przypisać pociskom pancerników japońskich, najprawdopodobniej „Shikishimie”.